# 斎藤新太郎
斎藤 新太郎（さいとう しんたろう、文政11年（1828年）7月 - 明治21年（1888年）8月5日）は、幕末から明治の神道無念流の剣術家。諱は龍善。練兵館々主・斎藤弥九郎の長男で、二代目斎藤弥九郎を襲名した。弟に斎藤歓之助がいる。

## 経歴

### 生い立ち
神道無念流の剣客・斎藤弥九郎の長男として江戸に生まれ、父より剣術を学ぶ。儒学を赤井東海に、書は巻菱湖に、画法は渡辺崋山と椿椿山より学び、文学、書画にも秀でていた。
弘化2年（1845年）7月、江川英龍へ入門して砲術などを学んだ。弘化4年（1847年）2月8日から3月28日にかけて江川英龍の屋敷で行われた、鏡新明智流の士学館・北辰一刀流の玄武館・直心影流の男谷道場などの江戸の10道場が参加した他流試合に練兵館門人18名とともに参加する。

### 廻国修行
弘化4年（1847年）4月より嘉永2年（1849年）まで廻国修行に出て全国を巡る。この廻国修行中に久留米藩の加藤田平八郎（加藤田神陰流）の道場や柳河藩の大石進（大石神影流）の道場にも立ち寄り、試合をしている。
廻国修行中の嘉永2年（1849年）5月に大村藩を訪れ、大村藩士と試合をしたが、大村藩士の実力は新太郎に及ばなかった。これが弟の歓之助が大村藩の剣術師範として召し抱えられ、大村藩の剣術の主流が神道無念流に変わる契機となった。
同年6月には長州藩の萩を訪れ、長州藩の片山流師家の北川家、新陰柳生流師家の馬木家・内藤家・平岡家の道場でそれぞれ試合をしたが、誰一人、新太郎に及ばなかった。この結果を見た家老の浦靫負は神道無念流を高く評価し、浦家の家臣数名を江戸に送り、練兵館に入門させた。
一方、新太郎が長州藩士の剣術の稽古を見て「黄金の鳥籠に雀を飼っているようなものだ」と発言し、これに怒った長州藩士・来島又兵衛ら十数名が江戸へ行き、練兵館に試合を挑み、新太郎は廻国修行中で不在であったため弟の歓之助が相手になり、得意の突きで長州藩の剣士たちを倒したとされるが、長州藩の史料にはそのような記録は無い。
嘉永5年（1852年）、長州藩からの招きで新太郎は門人を伴い再び萩へ赴いた。その途中、越前の大野藩に立ち寄った。大野藩では前年の嘉永4年（1851年）に神道無念流を採用し、他流試合も解禁していたが、新太郎の来訪をきっかけに竹刀打込稽古が盛んになった。
8月に萩に到着した新太郎は、藩校・明倫館で指導した。この時の新太郎は前回と異なり試合に勝ったり負けたりで、勝敗にこだわらず指導することを重視していたという。この時新太郎に同行した門人の久保無二三は後に長州藩に仕官した。
翌9月に新太郎が江戸に帰る際、長州藩に有能な剣士3名を江戸へ留学させるよう進言した。これに対し長州藩は藩の剣術師家から1名ずつ選ばれた者計4名を1年間江戸へ留学させることとした。新太郎が最初に選んだ3名のうち、馬木家門下の山田孫太郎は家族の病気のため同門の財満新三郎に代わり、内藤家門下の河野右衛門と永田健吉は1名という枠のためどちらかが留学できなくなるところだったが、特例で内藤家から2名が留学することになった。平岡家・北川家からも各1名が選ばれ、さらに自費で3年間留学する桂小五郎、井上壮太郞を加えた計7名が江戸に留学することになった。桂はその後練兵館を代表する剣豪となる。

### 廻国後
嘉永6年（1853年）7月、斎藤弥九郎と新太郎は長州藩江戸屋敷に招かれ、江戸屋敷内の道場で神道無念流を指導することが決定した。これによって神道無念流が長州藩に正式に採用された。
安政元年（1854年）4月3日、福井藩江戸屋敷にて父・弥九郎が福井藩主・松平春嶽に剣術試合を上覧する際に歓之助や練兵館門下生100人以上とともに参加した。廻国修行中で江戸に滞在していた佐賀藩士・牟田高惇（鉄人流）の日記『諸国廻歴日録』によると、この場で新太郎と歓之助の兄弟試合も行われたという。
新太郎は大上段からの打ちを得意とし、当時、新太郎の大上段と歓之助の突きはこれを防げる者はいなかったという。
安政年間に父・弥九郎が隠居し、新太郎は2代目弥九郎を襲名した。
文久3年（1863年）6月の下関事件時、下関に滞在していた新太郎は、外国人の首を取ろうと長州藩の帆走軍艦・庚申丸に乗り込んだが、庚申丸はアメリカの軍艦・ワイオミング号に撃沈されてしまった。
同文久3年、講武所剣術師範に就任。慶応2年（1866年）、幕府遊撃隊肝煎役。慶応3年（1867年）、幕府歩兵指南役並を歴任。

### 明治維新後
明治3年（1870年）7月14日、夜に起きて蚊帳から出ようとしたところを何者かに右肩を斬られる。新太郎は相手を組み敷いたが、右肩を斬られていたので思うように右手が動かず、逃げられてしまった。傷の深さは4寸（約12cm）に達していたという。
明治6年（1873年）、榊原鍵吉が撃剣興行を催し成功すると、新太郎も撃剣興行を催した。また、地方を回って幕末の事柄について講演を行った。
維新後は帰農し、製茶業を始めたが失敗し、明治12年（1879年）には父・弥九郎の隠居所だった代々木の山荘も手放した。
明治15年（1882年）、東京集治監の看守長となるが、明治19年（1886年）、非職（休職）とされた。
明治21年（1888年）8月5日没。2年後に長男の篤太郎も死んだ。

## 同時代の評価
松崎浪四郎（加藤田神陰流）は「位は桃井（春蔵）、技は千葉（栄次郎）、力は斎藤（新太郎）」と幕末に対戦した3名の強い剣客の一人に新太郎を挙げている。